# Trương Hựu Hiệp
Trương Hựu Hiệp (tiếng Trung: 张又侠; bính âm: Zhang Youxia; sinh năm 1950) là Thượng tướng Quân Giải phóng Nhân dân Trung Quốc (PLA). Ông hiện là Ủy viên Bộ Chính trị Đảng Cộng sản Trung Quốc khóa XX, hiện là Phó Chủ tịch Quân ủy Trung ương; nguyên Chủ nhiệm Bộ Phát triển Trang bị Quân ủy Trung ương Trung Quốc.

## Tiểu sử
Trương Hựu Hiệp nguyên quán là người huyện Vị Nam, tỉnh Thiểm Tây, sinh năm 1950 tại Bắc Kinh. Thân phụ là Trương Tông Tốn, nguyên Bộ trưởng Bộ Tổng hậu cần Giải phóng quân Nhân dân Trung Quốc.
Trương Hựu Hiệp gia nhập vào Giải phóng quân Nhân dân Trung Quốc vào năm 1968. Năm 1976， được bổ nhiệm làm Đại đội trưởng thuộc Trung đoàn 118, Sư đoàn 40, Quân đoàn 14 đồn trú tại Vân Nam. Trong Chiến tranh biên giới Việt-Trung, 1979, được xem là có biểu hiện tích cực, được thăng làm Trung đoàn trưởng Trung đoàn 119. Năm 1984, được thăng Phó tư lệnh rồi Tư lệnh Sư đoàn 40. Cuối năm 1990, được thăng Phó tư lệnh rồi Tư lệnh Tập đoàn quân 13, Quân khu Thành Đô. Năm 1997, được phong hàm Thiếu tướng.
Tháng 12 năm 2005, Trương Hựu Hiệp được bổ nhiệm giữ chức Phó tư lệnh Quân khu Bắc Kinh. Tháng 9 năm 2007; được bổ nhiệm là Tư lệnh Quân khu Thẩm Dương, hàm Trung tướng. Tháng 7 năm 2011, được thăng quân hàm Thượng tướng. Tháng 10 năm 2012, được bổ nhiệm làm Chủ nhiệm Tổng bộ Trang bị.
Tháng 1 năm 2016, Trương Hựu Hiệp được bổ nhiệm giữ chức vụ Chủ nhiệm đầu tiên của Bộ Phát triển Trang bị Quân ủy Trung ương Trung Quốc. Tháng 9 năm 2017, Trương Hựu Hiệp được miễn nhiệm chức vụ Chủ nhiệm Bộ Phát triển Trang bị, thay thế ông là Trung tướng Lý Thượng Phúc.
Ngày 24 tháng 10 năm 2017, tại phiên bế mạc Đại hội Đảng Cộng sản Trung Quốc lần thứ XIX, Trương Hựu Hiệp được bầu lại vào Ban Chấp hành Trung ương Đảng Cộng sản Trung Quốc khóa XIX. Sáng ngày 25 tháng 10 năm 2017, phiên họp toàn thể đầu tiên của Ban Chấp hành Trung ương Đảng Cộng sản Trung Quốc khóa XIX đã bầu Trương Hựu Hiệp giữ chức vụ Ủy viên Bộ Chính trị, Phó Chủ tịch Quân ủy Trung ương Trung Quốc.